# Heteragrion tricellulare
Heteragrion tricellulare – gatunek ważki z rodziny Heteragrionidae. Występuje na terenie Ameryki Środkowej.